# Комсомольская (река)
Комсомо́льская — река в России, в Александровском районе Томской области, у границы с Ханты-Мансийским автономным округом. Устье реки находится в 53 км по правому берегу реки Соснинский Ёган. Длина реки составляет 31 км.

## Данные водного реестра
По данным государственного водного реестра России относится к Верхнеобскому бассейновому округу, водохозяйственный участок реки — Обь от впадения реки Васюган до впадения реки Вах, речной подбассейн реки — Васюган. Речной бассейн реки — (Верхняя) Обь до впадения Иртыша.